# Богуслав Казімеж Машкевич
Богуслав Казімеж Машкевич (Маскевич; пол. Bogusław Kazimierz Maskiewicz; бл. 1625 – 04.04.1683) - польський мемуарист. Шляхтич, який служив при дворі Б. Радзивілла, офіцер надвірної міліції та довірена особа у князя Яреми Вишневецького і великого гетьмана литовського Януша Радзивілла.
Автор щоденника (вперше виданий у 1840 в Лейпцизі в «Збірнику писемних пам'яток про давню Польщу», оригінал не зберігся), що містить записи про політичні та військові події, очевидцем або учасником яких він був: відомості про повстання Богдана Хмельницького в 1648-1651 роках; визвольну війну українського народу 1648-1654; феодальну анархію в Речі Посполитій; побут польської та української шляхти.
Машкевич в своєму щоденнику описував: південний кордон Речі Посполитої; поїздки в Запорізьку Січ, на дніпровські пороги, у фортецю Кодак. Наводить цінні відомості про початок військових дій між українськими та польськими військами навесні 1648, про поразки польських військ в боях під Жовтими Водами і Корсунем, про вигнання поляків з території Лівобережної України повстанськими загонами під керівництвом Максима Кривоноса.
Пише про каральні експедиції гетьмана Я. Радзивілла в січні-липні 1649 під Туровом, Мозирем, Бобруйськом, Річицею та ін.
Про щоденник  Машкевича згадує у своєму історичному романі «Вогнем і мечем» Г. Сенкевич.
Опубліковано в російському перекладі: Дневник Богуслава Казимира Машкевича… 1643—1649 г. В кн.: Мемуары, относящиеся к истории Южной Руси, т. 2. Киев, 1896.